# 卢氏县烈士陵园
卢氏县烈士陵园是中华人民共和国河南省三门峡市卢氏县内的一个墓园。陵园于1952年兴建，1954年建成。旧址在城关镇解放路，2014年迁新址至城关镇石桥村，但旧址并未移除。2015年，陵园发生烈士家属无钱买车票扫墓事件，时任三门峡市市委书记杨树平要求卢氏县委安排有关部门与烈士的家人联系，尽最大努力对其家中困难予以帮助。今天的卢氏县烈士陵园是卢氏县政府部门和学校进行爱国主义教育的基地。